# Aloha Wanderwell
Aloha Wanderwell (Winnipeg, 13 ottobre 1906 – Newport Beach, 4 giugno 1996) è stata una viaggiatrice, esploratrice e fotografa canadese.
Aloha Wanderwell, il cui vero nome era Idris Galcia Hall Welsh, divenne famosa per essere stata la più giovane donna pilota ad aver percorso nell'arco di dieci anni l'intero pianeta a bordo di una Ford Model T modificata.

## Biografia

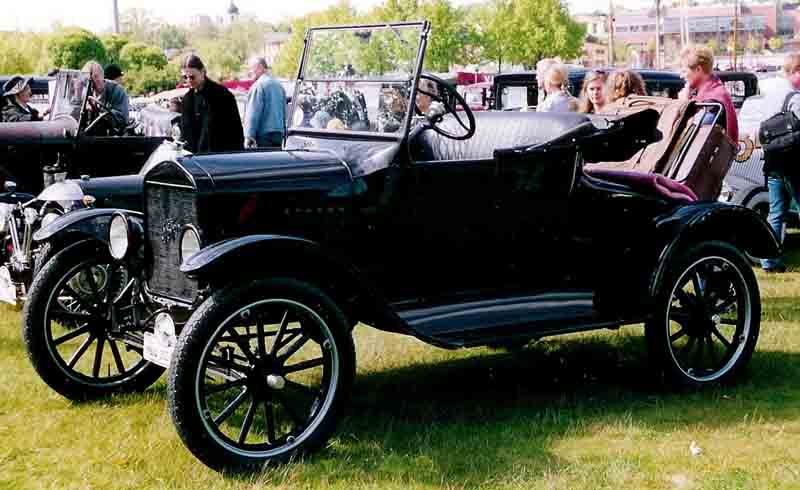
Ford Model T.

La giovane Idris Galcia Hall Welsh, nel 1922, mentre frequentava una scuola gestita da suore in Francia, rispose ad un annuncio nel quale si cercava una segretaria per un viaggio. Il suo aspetto le poteva far dare alcuni anni di più e venne accettata. Iniziò così il suo viaggio che l'avrebbe portata, in circa dieci anni, a girare in tutto il mondo alla guida di un'auto Ford Model T modificata, in un periodo nel quale le auto erano ancora poco diffuse.
Il suo viaggio la portò a farsi fotografare mentre stava vicino alla Torre Eiffel, accanto alla Sfinge, in Cina, in un incontro con Mussolini, in molti altri paesi e con numerose altre personalità.

## Opere
- (EN) Aloha Wanderwell, the world's most widely travelled girl, 1922-1930. [With illustrations.], Miami, Wawec, 1929, OCLC 504469825.
- (EN) Aloha Wanderwell: call to adventure!, Toluca Lake, CA, Nile Baker Estate & Boyd Production Group, 2016, OCLC 974207948.